# Glypta macra
Glypta macra là một loài tò vò trong họ Ichneumonidae.